# Begehungsdelikt
Ein Begehungsdelikt ist eine Straftat, die ein aktives Tun oder Unterlassen unter Strafe stellt.
Die verbreitete Ansicht, dass ein Begehungsdelikt nur ein aktives Tun umfassen kann, ist zumindest mit der Einführung von amtlichen Überschriften zum 1. Januar 1975 in das Strafgesetzbuch überholt. § 13 StGB spricht nun von Begehen durch Unterlassen (sogenannte Entsprechungsklausel). Umfassten Begehungsdelikte Unterlassen nicht, würde das kriminalpolitisch verfehlte Ziel resultieren, dass eine Beteiligung an Unterlassungsdelikten nach dem Wortlaut der § 25,  § 26, § 27 StGB nicht möglich wäre, da diese von begangenen Taten sprechen.
Damit ist das Unterlassungsdelikt als Unterfall des Begehungsdelikt zu verstehen. Eine Abgrenzung zu anderen Deliktstypen ist nicht möglich, d. h. alle möglichen Deliktsformen sind zugleich Begehungsdelikte. Zur Unterscheidung von Unterlassungsdelikten ist daher passenderweise nach der Terminologie des § 13, Abs. 1, letzter Halbsatz StGB der Begriff Tunsdelikt zu verwenden.